# Bird Cove
Bird Cove es un pueblo canadiense situado en la provincia de Terranova y Labrador.

## Superficie
Bird Cove tiene una superficie de 7,69 km².

## Demografía
En 2021, tenía 175 habitantes, una densidad poblacional de 22,8 hab./km², y 88 viviendas.